# Dissimulation
Pour plus de détails, voir Fiche technique et Distribution.
Dissimulation est un film polonais réalisé par Jan Kidawa-Błoński, sorti en 2013,.

## Synopsis
Au printemps 1944 en Pologne, lors de la Seconde Guerre mondiale, le père de Janina décide d'offrir un abri à la fille de son ami juif Ester.
Janina n'approuve pas cette situation, mais lorsque son père sera arrêté lors d'une rafle, elle prendra soin de la jeune femme juive.
Les deux jeunes femmes deviendront fusionnelles.

## Fiche technique
- Titre original : W ukryciu
- Titre français : Dissimulation
- Titre international : In Hiding
- Réalisation : Jan Kidawa-Błoński (pl)
- Scénario : Maciej Karpiński (pl)
- Musique : Antoni Lazarkiewicz (de)
- Production : Włodzimierz Niderhaus (pl)
- Pays d'origine : Pologne
- Langue : Polonais
- Format : Couleur
- Genre : drame, romance saphique, Thriller
- Lieux de tournage : Varsovie, Voïvodie de Mazovie, Pologne
- Durée : 108 minutes (1 h 48)
- Date de sortie :
  -  Corée du Sud : 6 octobre 2013 en avant-première au Festival international du film de Busan
  -  Pologne : 14 octobre 2013 au Festival international du film de Varsovie
  -  Pologne : 26 décembre 2013

## Distribution
- Magdalena Boczarska : Janina
- Julia Pogrebińska : Ester
- Tomasz Kot : David
- Krzysztof Stroiński (pl) : le père
- Jacek Braciak : Mirski
- Agata Kulesza : Wanda
- Maciej Mikolajczyk : le prêtre
- Przemysław Bluszcz : un homme d'UB
- Maciej Marczewski : un homme d'UB
- Bożena Dykiel : le greffier
- Rafał Mohr : Zygmunt
- Marek Frackowiak : Wiktor
- Fred Apke : un soldat de la Wehrmacht
- Artur Gotz : un soldat de la Wehrmacht
- Grazyna Zielinska : la femme
- Tomasz Kot : Dawid